# Liberato Cacace
Liberato Gianpaolo Cacace (ur. 27 września 2000 w Wellington) – nowozelandzki piłkarz włoskiego pochodzenia grający na pozycji lewego obrońcy. Zawodnik Wrexham F.C. oraz reprezentacji Nowej Zealndii.

## Kariera juniorska
Cacace rozpoczął karierę piłkarską w 2006 w młodzieżowych drużynach Island Bay United AFC. W tym czasie notował dobre występy w zespole szkolnym Saint Patrick’s College. Dobra gra w drużynach U-17 i U-19 Island Bay United spowodowała transfer do Wellington Phoenix.

## Kariera seniorska

### Wellington Phoenix B
Cacace od razu trafił do rezerw Wellington Phoenix, gdzie zadebiutował w meczu przegranym 1:2 z Eastern Suburbs AFC. W rezerwach rozegrał 23 spotkania, w których nie zdobył żadnej bramki.

### Wellington Phoenix
Cacace w pierwszej drużynie Wellington Phoenix debiutował 2 lutego 2018 w przegranym 0:4 spotkaniu z Sydney FC. Pierwszą bramkę dla tego klubu zdobył 9 marca 2019 w wygranym 8:2 meczu z Central Coast Mariners. Łącznie w klubie z Wellington wystąpił 60 razy, strzelając 4 gole.

### Sint-Truidense VV
28 sierpnia 2020 Cacace przeniósł się do Sint-Truidense VV  za 1,20 mln €. Zadebiutował tam 26 września 2020 w przegranym 0:2 meczu z KV Mechelen. Do 12 marca 2021 zagrał w barwach Sint-Truidense VV 24 spotkania, nie zdobywając żadnej bramki.

### Empoli
31 stycznia 2022 został wypożyczony do Empoli z opcją wykupu. 17 czerwca 2022 klub skorzystał z tej możliwości i Cacace został na stałe zawodnikiem włoskiej drużyny.

## Kariera reprezentacyjna
Cacace występował w młodzieżowych reprezentacjach Nowej Zelandii U-17 (8 meczów, 1 gol), U-20 (3 mecze, bez goli) i U-23 (4 mecze, bez goli). W seniorskiej reprezentacji Nowej Zelandii zadebiutował 5 czerwca 2018 w wygranym 1:0 spotkaniu z Chińskim Tajpej (tj. Republiką Chińską). Został powołany na Puchar Narodów Oceanii 2024.
| Numer | Przeciwko       | Ranga                     | Data              | Gole | Asysty | Wynik meczu (ziel. wygrane, czer. przegrane) |
| ----- | --------------- | ------------------------- | ----------------- | ---- | ------ | -------------------------------------------- |
| 1     | Chińskie Tajpej | Puchar Interkontynentalny | 5 czerwca 2018    | 0    | 0      | 0:1                                          |
| 2     | Indie           | Puchar Interkontynentalny | 7 czerwca 2018    | 0    | 0      | 1:2                                          |
| 3     | Irlandia        | Mecz towarzyski           | 14 listopada 2019 | 0    | 1      | 3:1                                          |

| Numer | Reprezentacja      | Przeciwko       | Ranga                            | Data             | Gole | Asysty | Wynik meczu (ziel. wygrane, czer. przegrane) |
| ----- | ------------------ | --------------- | -------------------------------- | ---------------- | ---- | ------ | -------------------------------------------- |
| 1     | Nowa Zelandia U-17 | Samoa U-17      | Puchar Narodów Oceanii U-17 2017 | 13 lutego 2017   | 0    | 0      | 0:11                                         |
| 2     | Nowa Zelandia U-20 | Korea U-20      | Mecz towarzyski                  | 11 maja 2019     | 0    | 0      | 1:1 (8:7 po rzutach karnych)                 |
| 3     | Nowa Zelandia U-23 | Samoa U-23      | Puchar Narodów Oceanii U-23 2019 | 21 września 2019 | 0    | 1      | 1:6                                          |
| 4     | Nowa Zelandia      | Chińskie Tajpej | Puchar Interkontynentalny        | 5 czerwca 2018   | 0    | 0      | 0:1                                          |

| Numer | Reprezentacja      | Przeciwko           | Ranga                                    | Data           | Ilość | Wynik końcowy meczu (ziel. wygrane) |
| ----- | ------------------ | ------------------- | ---------------------------------------- | -------------- | ----- | ----------------------------------- |
| 1     | Nowa Zelandia U-17 | Nowa Kaledonia U-17 | Puchar Narodów Oceanii U-17 2017 (Finał) | 25 lutego 2017 | 1     | 0:7                                 |